# Alfred Andrys
Alfred Jerzy Andrys (ur. 4 kwietnia 1937) – polski inżynier i biznesmen.

## Życiorys
Pochodził z chorzowskich Azotów. Trzy lata odbywał służbę wojskową w marynarce wojennej, najpierw w Ustce, a następnie na Helu. Przed służbą wojskową chwytał się różnych zawodów, malował między innymi kajaki oraz kopał doły.
Ukończył studia inżynierskie na Akademii Górniczo-Hutniczej im. Stanisława Staszica w Krakowie. Studiował także na Politechnice Śląskiej, jednak został wyrzucony na pierwszym roku studiów za pobicie asystenta. 
Był przyjacielem aktora Zbigniewa Cybulskiego (który nazywał Andrysa Alfa) i świadkiem jego śmierci 8 stycznia 1967 podczas nieudanej próby wskoczenia do rozpędzającego się pociągu ekspresowego „Odra”. Andrys zatrzymał pociąg, pociągając za hamulec.
W 2007 wystąpił w filmie Jeszcze za mną zatęsknisz.
W młodości spotykał się z Ewą Demarczyk. Dwukrotnie żonaty. Pierwszy raz z piosenkarką Bogdaną Zagórską, z którą ma syna Bartosza, drugi raz – z Grażyną Barszczewską, z którą wychowywał jej syna Jarosława.